# Solfjädertall
Solfjädertall (Sciadopitys verticillata) är ett träd i tallordningen som först beskrevs av Carl Peter Thunberg, och fick sitt nu gällande namn av Philipp Franz von Siebold och Joseph Gerhard Zuccarini. Solfjädertall är ensam i släktet Sciadopitys samt i familjen Sciadopityaceae. Arten förekommer tillfälligt i Sverige, men reproducerar sig inte. Inga underarter finns listade i Catalogue of Life.
Artens ursprungliga utbredningsområde ligger i Japan på öarna Honshu, Kyushu och Shikoku. Trädet hittas i kulliga områden och i bergstrakter mellan 200 och 1700 meter över havet. Solfjädertallen hittas vanligen i blandskogar tillsammans med arter av ädelcypress-släktet, med Tsuga sieboldii, momigran och Pinus parviflora samt japansk hästkastanj, junimagnolia, katsura (Cercidiphyllum japonicum), Acer rufinerve och arter av släktet Eleutherococcus.
Ofta består undervegetationen endast av mossa och ormbunkar. Ibland hittas mindre träd eller buskar som Ilex sugerokii och vinterbär (Skimmia japonica). Ibland står solfjädertallen ensam.
Trädet hotas av skogsavverkningar. På Honshu finns bara ett mindre bestånd kvar. På de andra öarna är arten talrikare. IUCN kategoriserar arten globalt som nära hotad.

## Bildgalleri

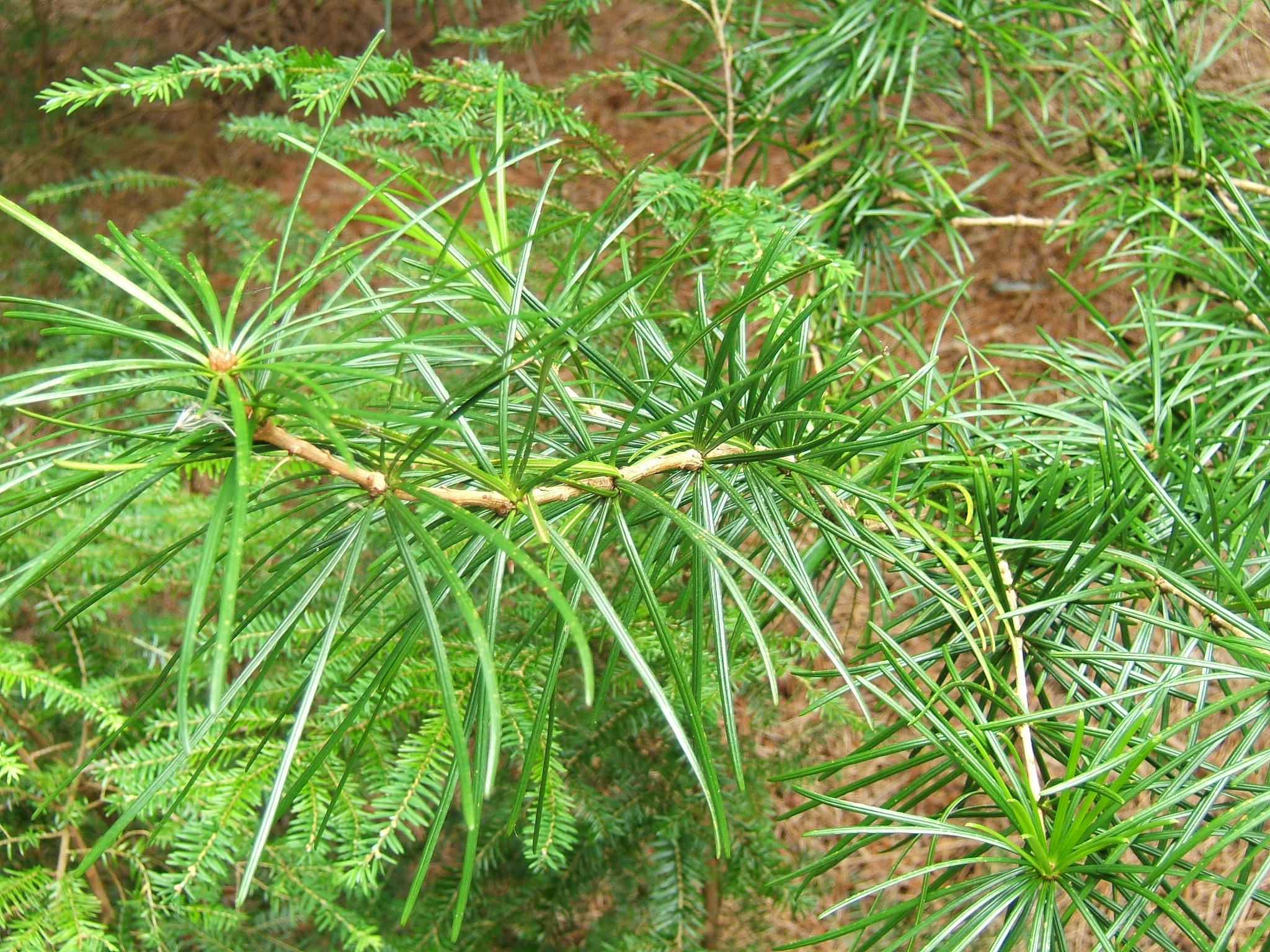
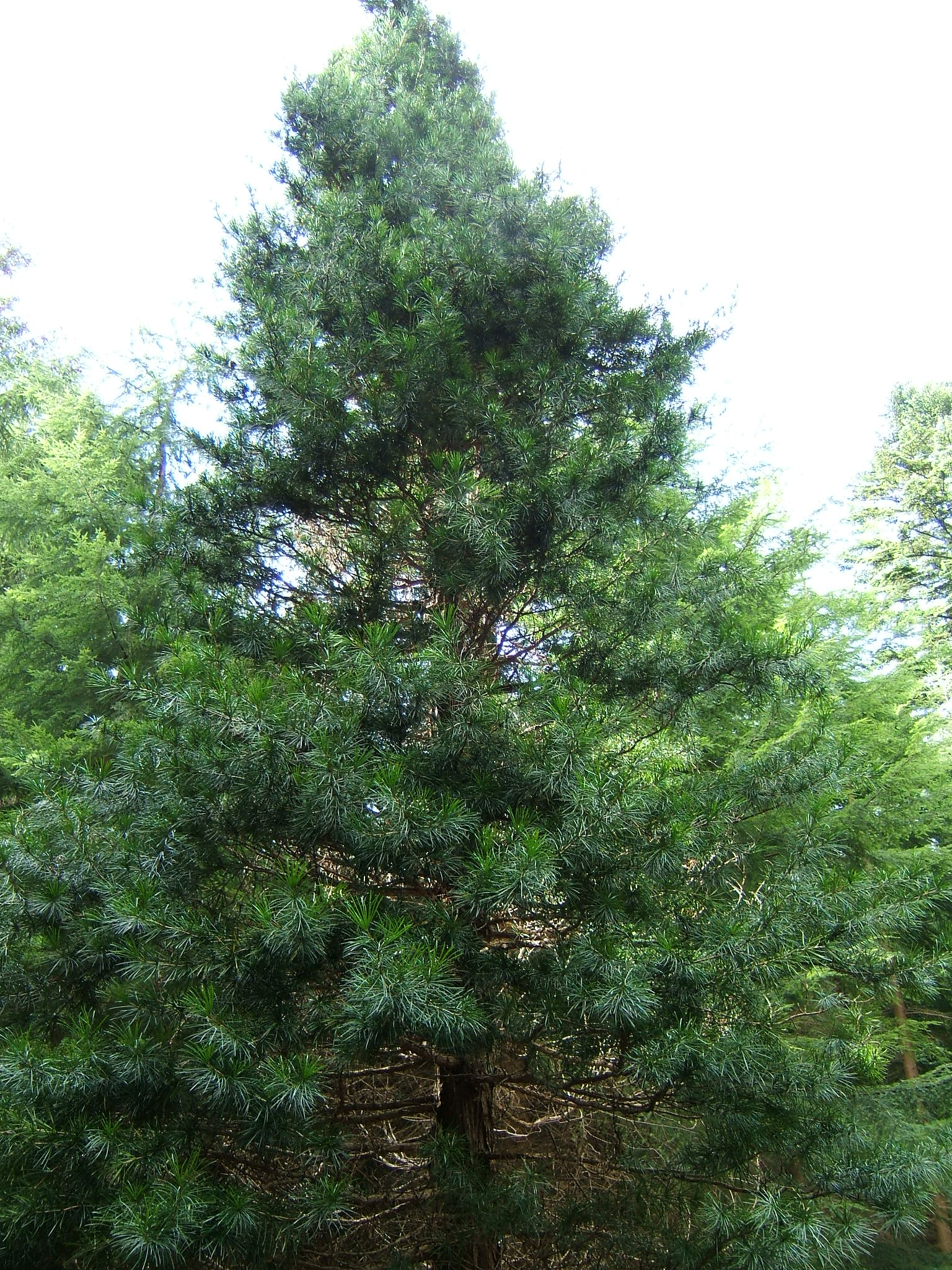
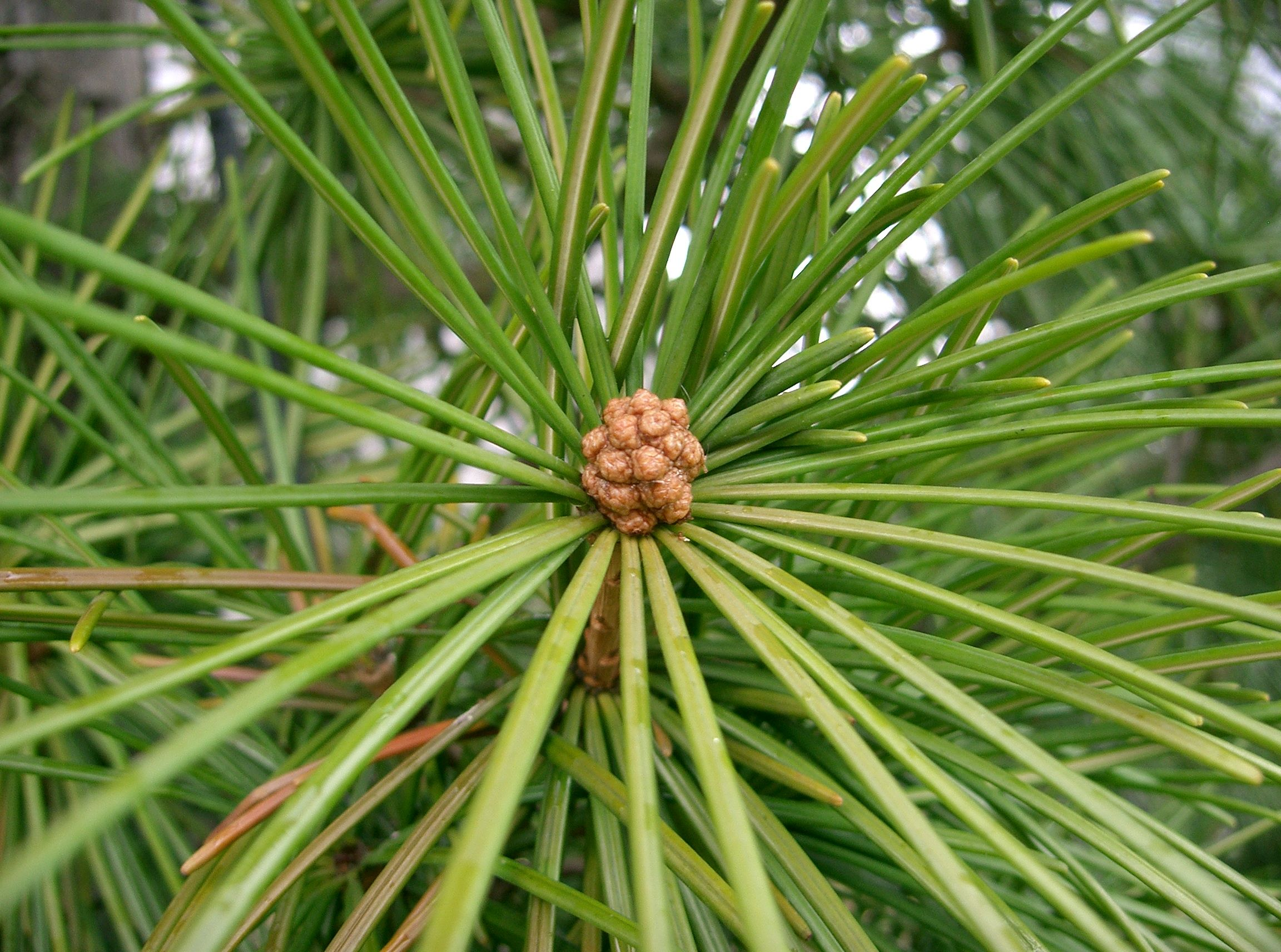
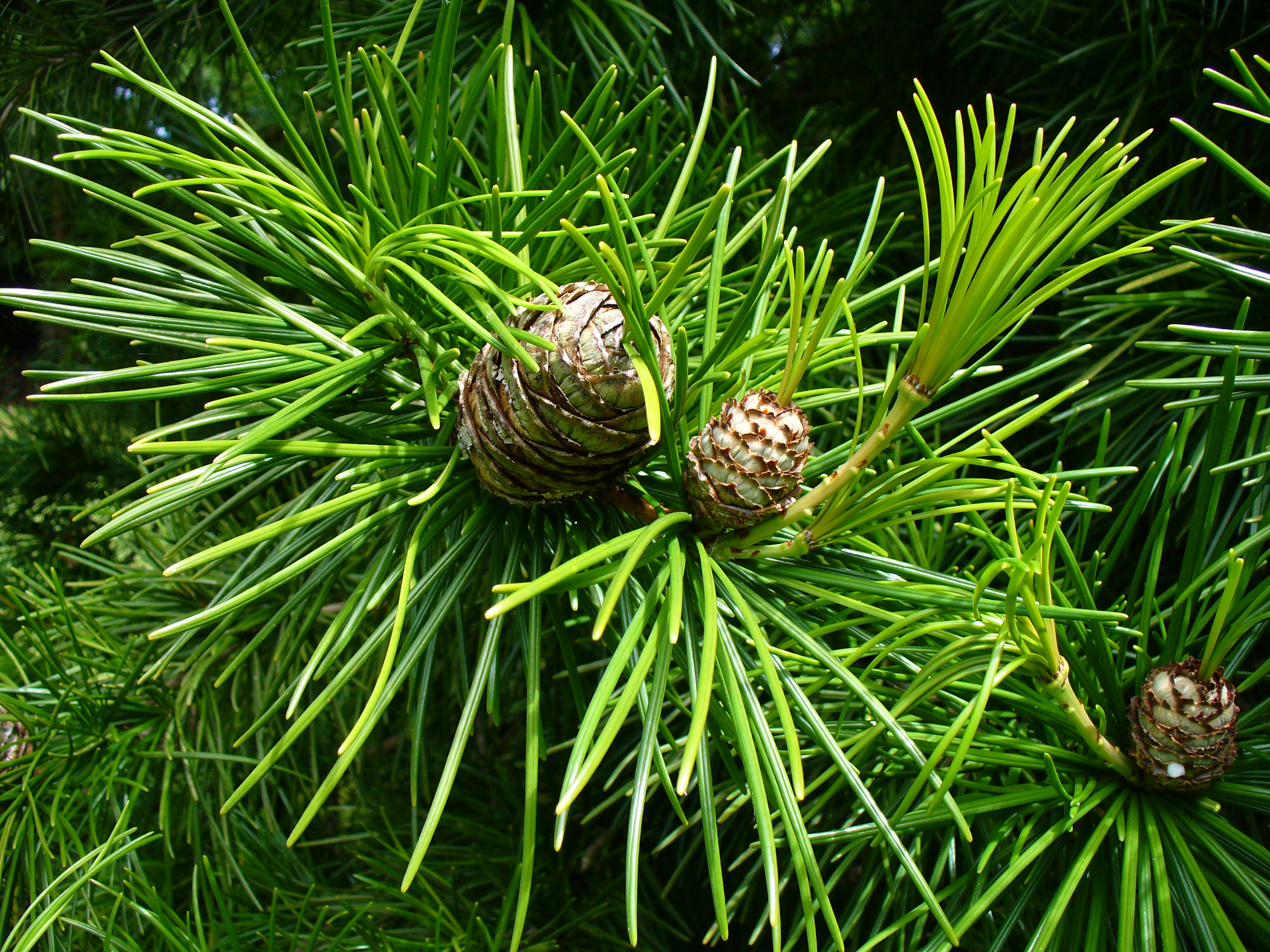
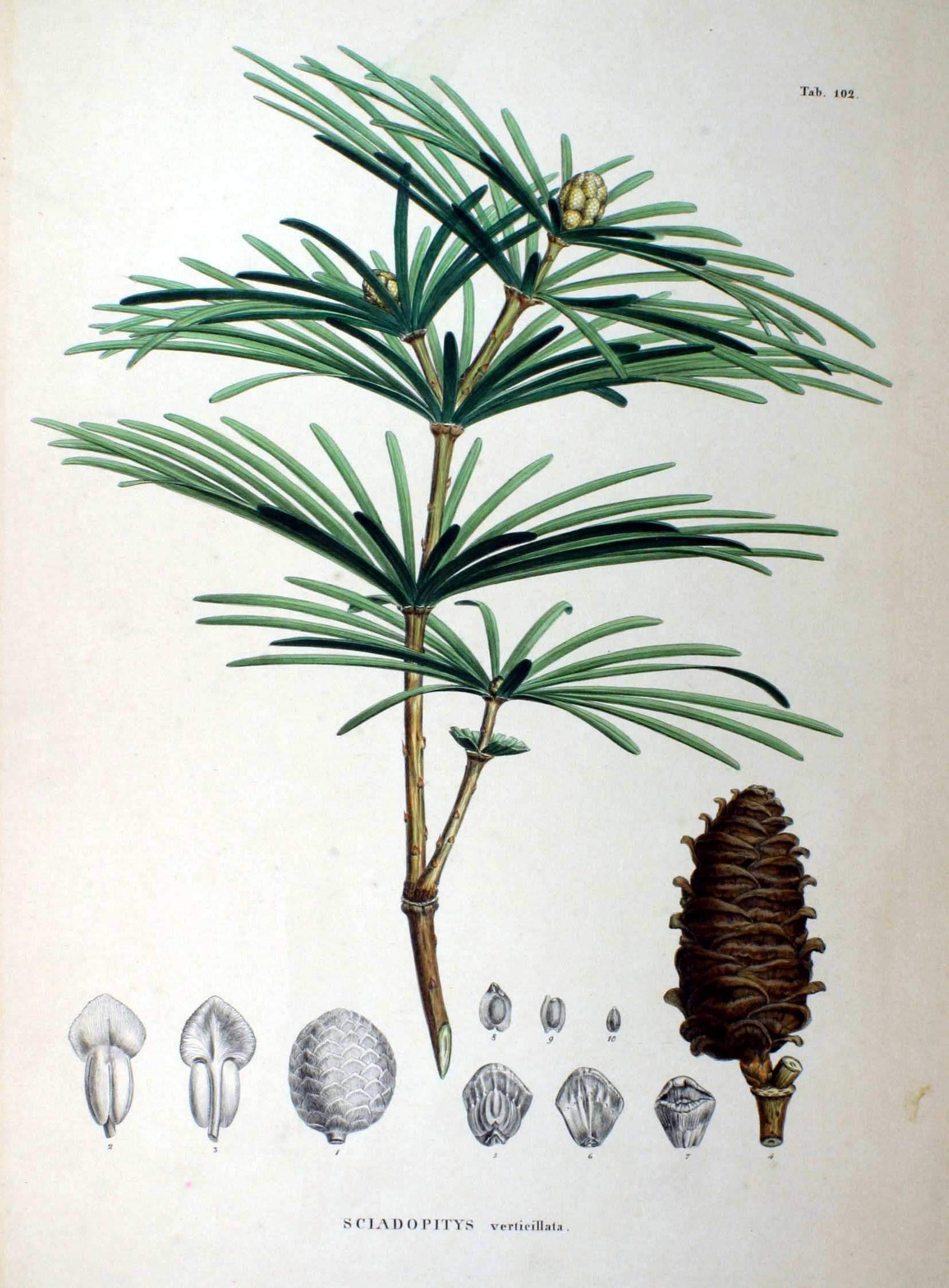
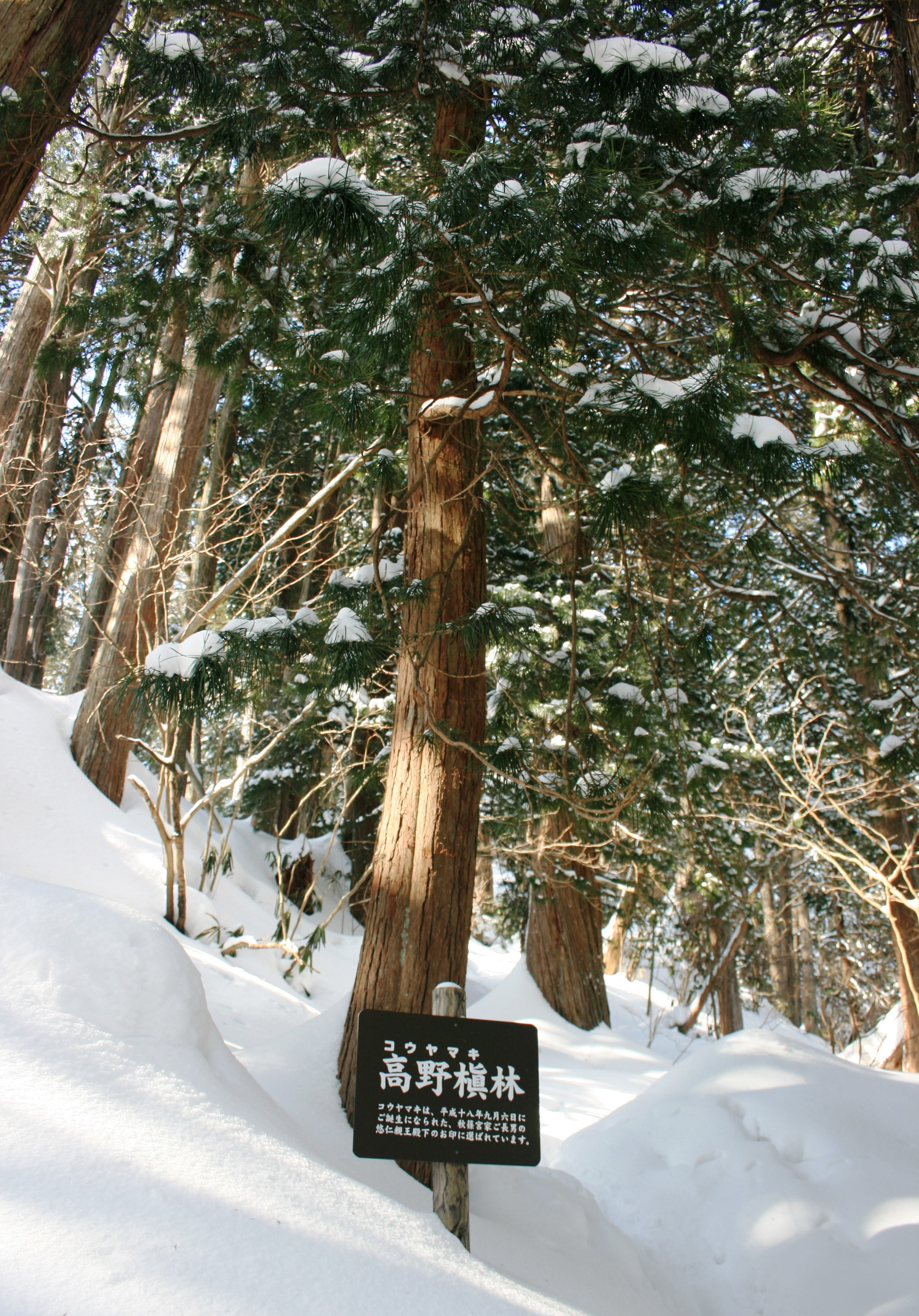